# Lacsny Árpád
Lacsny Árpád (Viktortanya (Zemplén vármegye), 1885. február 2. – Budapest, 1957. április 7.) magyar gépészmérnök, feltaláló, MÁV-felügyelő, műszaki szakíró.

## Életpályája
Tanulmányait 1906-ban a budapesti műegyetemen végezte. 1909-ben a MÁV (Magyar Államvasutak) szolgálatába lépett. A vontatási osztályon, majd az Északi Főműhely kocsiosztályán dolgozott; később a MÁV gépkocsiüzem vezetője lett. Ugyanakkor a Heller és Herz gépgyár főkonstruktőre is volt. Az ő nevéhez fűződik az első magyar motoros kocsi üzembe helyezése. Alkotásai közül jelentős még az első magyar Diesel-motoros úthenger, valamint az első mechanikus erőátvitelű magyar Diesel-mozdony.
Több tanulmánya és önálló munkája jelent meg a járműmotorokkal és a motoros járművekkel kapcsolatos egyes műszaki kérdésekről.

## Főbb művei
- A vasúti motoros járművek (Budapest, 1928) (a címlap)
- Belsőégésű motorok (Bp., 1933).